# 22378 Gaherty
22378 Gaherty è un asteroide della fascia principale. Scoperto nel 1994, presenta un'orbita caratterizzata da un semiasse maggiore pari a 2,2533580 au e da un'eccentricità di 0,2069901, inclinata di 3,13220° rispetto all'eclittica.
L'asteroide è dedicato all'astronomo amatoriale canadese Geoff Gaherty.